# Villaverde (Madrid)
Villaverde is een district in het zuiden van de Spaanse hoofdstad Madrid met ongeveer 127.000 inwoners.

## Wijken
- San Andrés
- San Cristóbal
- Los Rosales
- Los Ángeles

Centro · Arganzuela · Retiro · Salamanca · Chamartín · Tetuán · Chamberí · Fuencarral-El Pardo · Moncloa-Aravaca · Latina · Carabanchel · Usera · Puente de Vallecas · Moratalaz · Ciudad Lineal · Hortaleza · Villaverde · Villa de Vallecas · Vicálvaro · San Blas · Barajas